# 77. ročník udílení Zlatých glóbů
77. ročník udílení Zlatých glóbů se konal dne 5. ledna 2020 v hotelu Beverly Hilton v Beverly Hills, Los Angeles. Galavečer již popáté moderoval Ricky Gervais. Hollywoodská asociace zahraničních novinářů vyhlásila nominace 9. prosince 2019.
Film Manželská historie získal nejvíce nominací, a to 6. Nejvíce cen získal film Tenkrát v Hollywoodu, celkem 3. Nejlepšími seriály se staly Potvora a Boj o moc.
Tom Hanks a Ellen DeGeneres získali cenu Cecila B. DeMilla a cenu Carol Burnett.
Ceremoniál vysílala televizní stanice NBC.

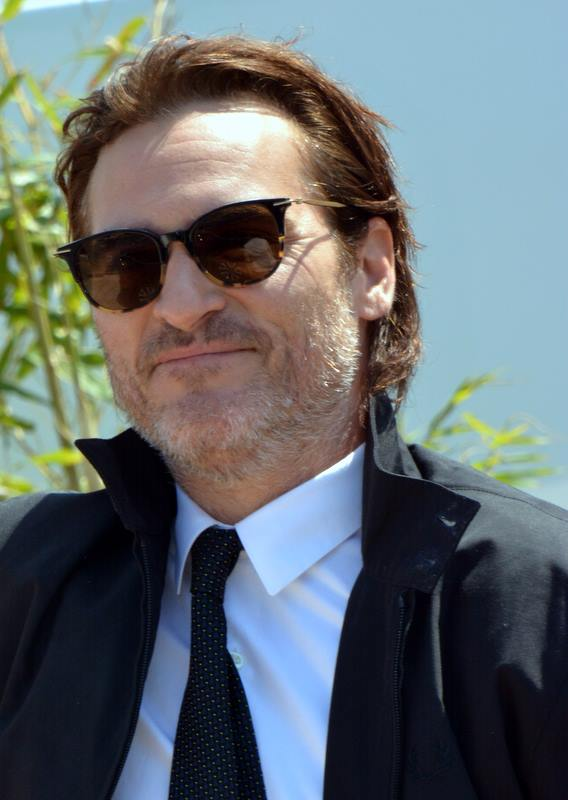
Joaquin Phoenix, vítěz v kategorii nejlepší mužský herecký výkon v hlavní roli za výkon ve filmu Joker

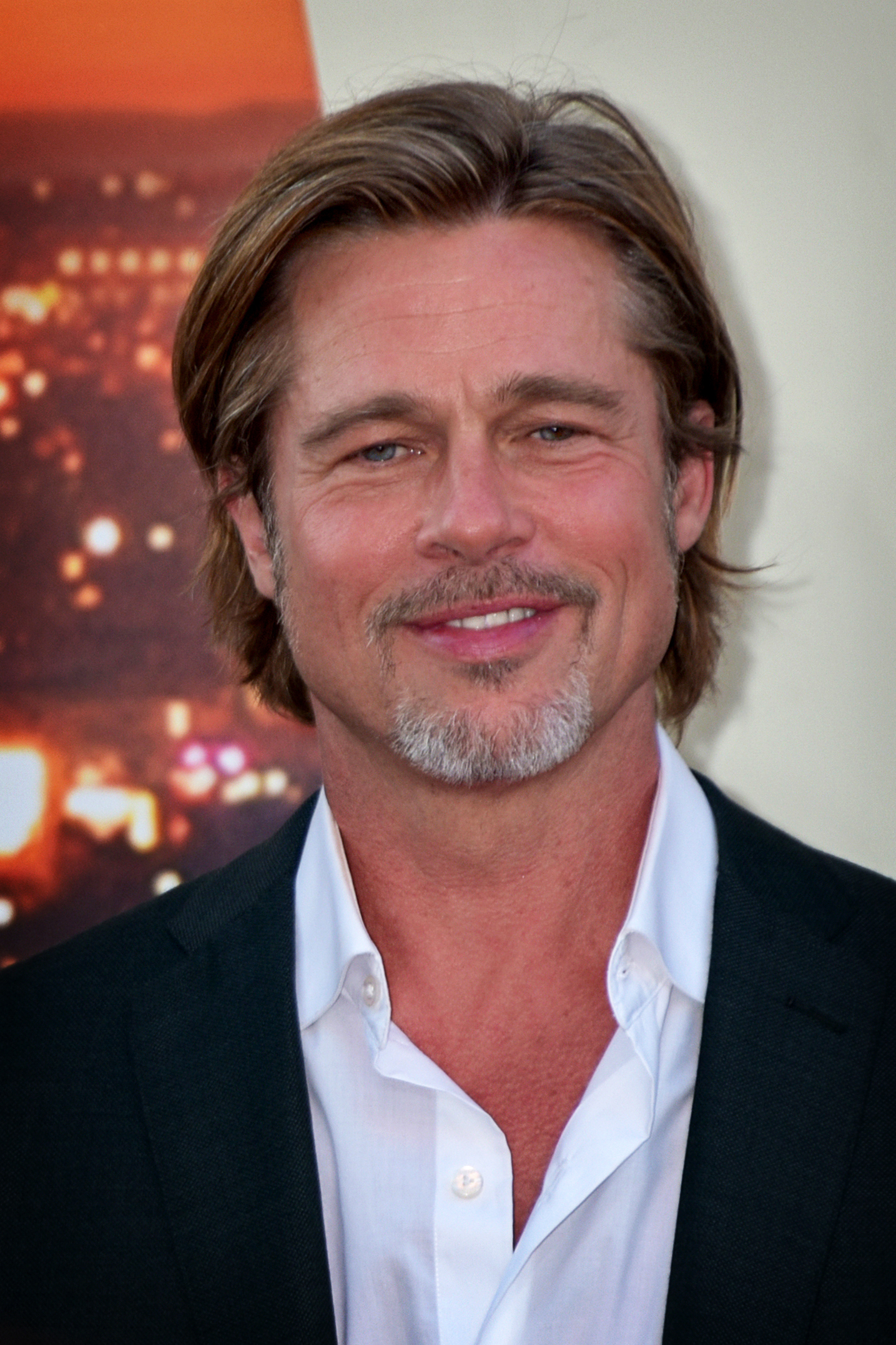
Brad Pitt, vítěz v kategorii nejlepší mužský herecký výkon ve vedlejší roli za výkon ve filmu Tenkrát v Hollywoodu

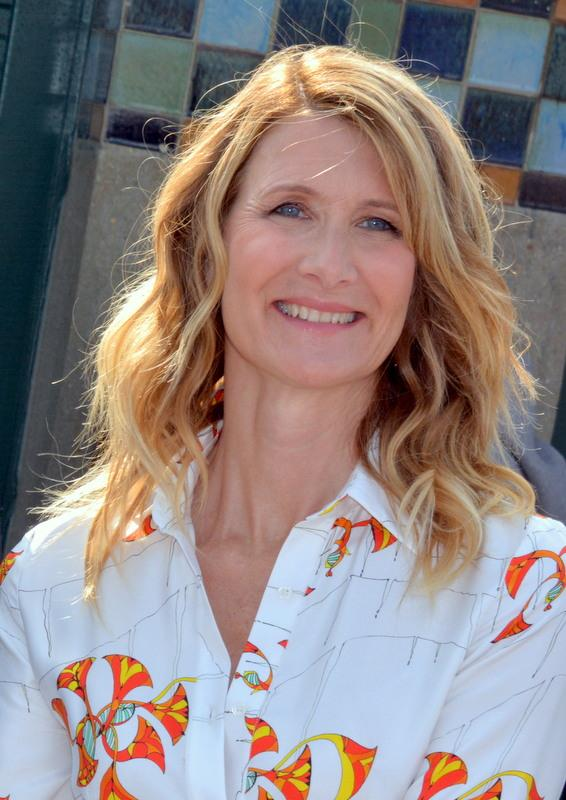
Laura Dernová, vítězka v kategorii nejlepší ženský herecký výkon ve vedlejší roli za výkon ve filmu Manželská historie

## Vítězové a nominovaní
Tučně jsou označeni vítězové.

### Film
| Nejlepší film (drama) | Nejlepší film (muzikál nebo komedie) |
| --- | --- |
| 1917 - Irčan - Joker - Manželská historie - Dva papežové | Tenkrát v Hollywoodu - Jmenuju se Dolemite - Králíček Jojo - Na nože - Rocketman |
| Nejlepší herec (drama) | Nejlepší herečka (drama) |
| Joaquin Phoenix jako Arthur Fleck / Joker – Joker - Christian Bale jako Ken Miles – Le Mans '66 - Antonio Banderas jako Salvador Mallo – Bolest a sláva - Adam Driver jako Charlie Barber – Manželská historie - Jonathan Pryce jako kardinál Jorge Mario Bergoglio – Dva papežové | Renée Zellweger jako Judy Garland – Judy - Cynthia Erivo jako Harriet Tubman – Harriet - Scarlett Johansson jako Nicole Barber – Manželská historie - Saoirse Ronan jako Josephine „Jo“ March – Malé ženy - Charlize Theron jako Megyn Kelly – Šokující odhalení                                                                                       |
| Nejlepší herec (muzikál nebo komedie) | Nejlepší herečka (muzikál nebo komedie) |
| Taron Egerton jako Elton John – Rocketman - Daniel Craig jako Benoit Blanc – Na nože - Roman Griffin Davis jako Jojo Betzler – Králíček Jojo - Leonardo DiCaprio jako Rick Dalton – Tenkrát v Hollywoodu - Eddie Murphy jako Rudy Ray Moore – Jmenuju se Dolemite                  | Awkwafina jako Billi Wang – Malá lež - Ana de Armas jako Marta Cabrera – Na nože - Cate Blanchett jako Bernadette Fox – Kde se touláš, Bernadetto - Beanie Feldstein jako Molly Davidson – Šprtky to chtěj taky - Emma Thompson jako Katherine Newbury – Late Night                                                                                    |
| Nejlepší herec ve vedlejší roli | Nejlepší herečka ve vedlejší roli |
| Brad Pitt jako Cliff Booth – Tenkrát v Hollywoodu - Tom Hanks jako Fred Rogers – Výjimeční přátelé - Anthony Hopkins jako papež Benedict XVI – Dva papežové - Al Pacino jako Jimmy Hoffa – Irčan - Joe Pesci jako Russell Bufalino – Irčan                                         | Laura Dern jako Nora Fanshaw – Manželská historie - Kathy Bates jako Barbara „Bobi“ Jewell – Richard Jewell - Annette Bening jako Dianne Feinstein – The Report - Jennifer Lopez jako Ramona Vega – Zlatokopky - Margot Robbie jako Kayla Pospisil – Šokující odhalení                                                                                 |
| Nejlepší režisér | Nejlepší scénář |
| Sam Mendes – 1917 - Pong Čun-ho – Parazit - Todd Phillips – Joker - Martin Scorsese – Irčan - Quentin Tarantino – Tenkrát v Hollywoodu | Quentin Tarantino – Tenkrát v Hollywoodu - Noah Baumbach – Manželská historie - Pong Čun-ho a Han Jin-won – Parazit - Anthony McCarten – Dva papežové - Steven Zaillian – Irčan |
| Nejlepší skladatel | Nejlepší původní píseň |
| Hildur Guðnadóttir – Joker - Alexandre Desplat – Malé ženy - Randy Newman – Manželská historie - Thomas Newman – 1917 - Daniel Pemberton – Temná tvář Brooklynu | „(I'm Gonna) Love Me Again“ (Elton John a Bernie Taupin) – Rocketman - „Beautiful Ghosts“ (Andrew Lloyd Webber a Taylor Swift) – Cats - „Into the Unknown“ (Kristen Anderson-Lopez a Robert Lopez) – Ledové království II - „Spirit“ (Beyoncé, Labrinth a Ilya Salmanzadeh) – Lví král - „Stand Up“ (Joshuah Brian Campbell a Cynthia Erivo) – Harriet |
| Nejlepší animovaný film | Nejlepší cizojazyčný film |
| Hledá se Yetti - Ledové království II - Jak vycvičit draka 3 - Lví král - Toy Story 4: Příběh hraček | Parazit (Jižní Korea) - Malá lež (USA) - Bídníci (France) - Bolest a sláva (Španělsko) - Portrét dívky v plamenech (Francie) |

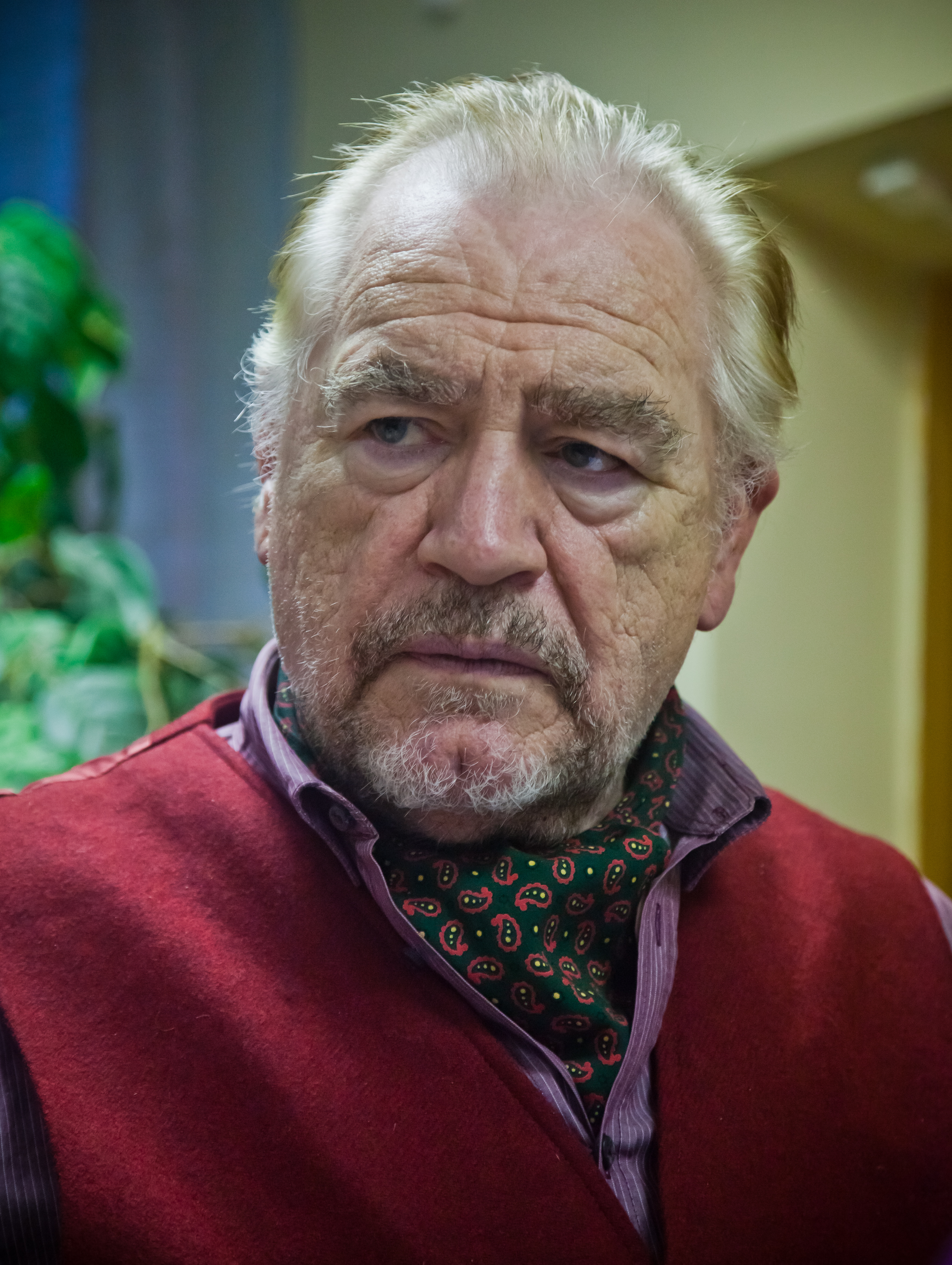
Brian Cox, vítěz v kategorii nejlepší mužský herecký výkon v televizním seriálu – drama za výkon v seriálu Boj o moc

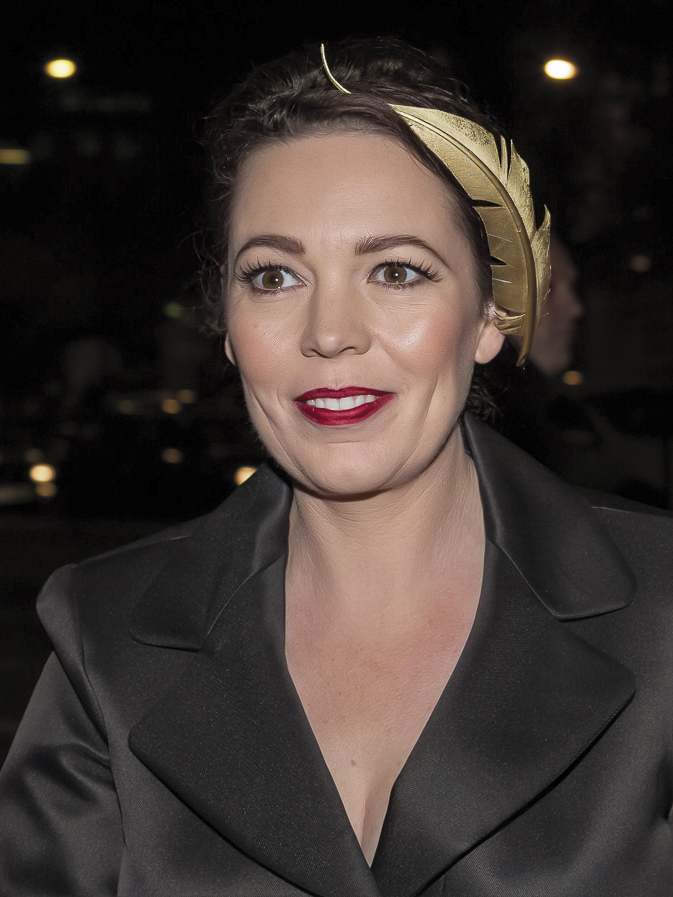
Olivia Colmanová, vítězka v kategorii nejlepší ženský herecký výkon v hlavní roli v televizním seriálu – drama za výkon v seriálu Koruna

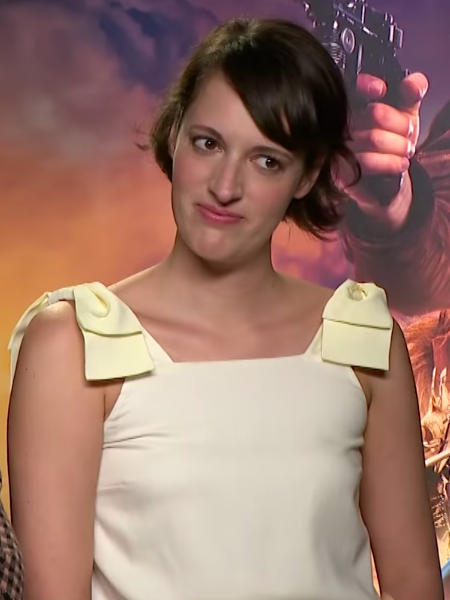
Phoebe Waller-Bridge, vítězka v kategorii nejlepší ženský herecký výkon v hlavní roli v televizním seriálu – muzikál / komedie za výkon v seriálu Potvora

### Televize
| Nejlepší seriál (drama) | Nejlepší seriál (muzikál nebo komedie) |
| --- | --- |
| Boj o moc - Sedmilhářky - Koruna - Na mušce - The Morning Show | Potvora - Barry - Kominského metoda - Úžasná paní Maiselová - Politik |
| Nejlepší herec (drama) | Nejlepší herečka (drama) |
| Brian Cox jako Logan Roy – Boj o moc - Kit Harington jako Jon Sníh – Hra o trůny - Rami Malek jako Elliot Alderson – Mr. Robot - Tobias Menzies jako princ Philip – Koruna - Billy Porter jako Pray Tell – Pose                                                             | Olivia Colmanová jako královna Alžběta II – Koruna - Jennifer Aniston jako Alex Levy – The Morning Show - Jodie Comer jako Oksana Astankova / Villanelle – Na mušce - Nicole Kidman jako Celeste Wright – Sedmilhářky - Reese Witherspoonová jako Bradley Jackson – The Morning Show                 |
| Nejlepší herec (muzikál nebo komedie) | Nejlepší herečka (muzikál nebo komedie) |
| Ramy Youssef jako Ramy Hassan – Ramy - Michael Douglas jako Sandy Kominsky – Kominského metoda - Bill Hader jako Barry Berkman / Barry Block – Barry - Ben Platt jako Payton Hobart – Politik - Paul Rudd jako Miles Elliot – Žít se sebou                                  | Phoebe Waller-Bridge jako Potvora – Potvora - Christina Applegate jako Jen Harding – Smrt nás spojí - Rachel Brosnahanová jako Miriam „Midge“ Maisel – Úžasná paní Maiselová - Kirsten Dunst jako Krystal Stubbs – Jak se stát bohem na Floridě - Natasha Lyonne jako Nadia Vulvokov – Ruská panenka |
| Nejlepší herec (minisérie nebo TV film) | Nejlepší herečka (minisérie nebo TV film) |
| Russell Crowe jako Roger Ailes – Nejsilnější hlas - Christopher Abbott jako kapitán John Yossarian – Hlava 22 - Sacha Baron Cohen jako Eli Cohen / Kamel Amin Thaabet – Agent - Jared Harris jako Valery Legasov – Černobyl - Sam Rockwell jako Bob Fosse – Fosse/Verdonová | Michelle Williamsová jako Gwen Verdon – Fosse/Verdonová - Kaitlyn Dever jako Marie Adler – Neuvěřitelná - Joey King jako Gypsy Rose Blanchard – Odhalení - Helen Mirren jako Kateřina Veliká – Kateřina Veliká - Merritt Wever jako detektiv Karen Duvall – Neuvěřitelná                             |
| Nejlepší herec ve vedlejší roli | Nejlepší herečka ve vedlejší roli |
| Stellan Skarsgård jako Boris Shcherbina – Černobyl - Alan Arkin jako Norman Newlander – Kominského metoda - Kieran Culkin jako Roman Roy – Boj o moc - Andrew Scott jako sexy kněz – Potvora - Henry Winkler jako Gene Cousineau – Barry                                    | Patricia Arquette jako Dee Dee Blanchard – Odhalení - Helena Bonham Carter jako princezna Margaret – Koruna - Toni Collette jako detektiv Grace Rasmussen – Neuvěřitelná - Meryl Streep jako Mary Louise Wright – Sedmilhářky - Emily Watson jako Ulana Khomyuk – Černobyl                           |
| Nejlepší minisérie nebo TV film | |
| Černobyl - Hlava 22 - Fosse/Verdonová - Nejsilnější hlas - Neuvěřitelná | |